# Volx
Volx (Vouls in dialetto provenzale) è un comune francese di 3 035 abitanti situato nel dipartimento delle Alpi dell'Alta Provenza nella regione della Provenza-Alpi-Costa Azzurra e si trova a 8 km da Manosque, 44 km da Sisteron, 47 km da Digne-les-Bains e a 64 km da Aix-en-Provence. È situato a 335 m s.l.m. a est della valle della Durance.
Il comune di Volx è uno dei settantasette comuni appartenenti al Parco naturale regionale del Luberon, parco che si estende su due dipartimenti: il Vaucluse e l'Alpi dell'Alta Provenza.

## Società

### Evoluzione demografica
Abitanti censiti

## Descrizione
Il comune mostra numerosi caratteri tipici dei comuni del retroterra mediterraneo: rilievo accidentato di colline, clima caldo e secco in estate e fresco in inverno. La natura può dimostrarsi distruttrice: incendi, inondazioni catastrofiche, terremoti; i rischi tecnologici vi si aggiungono da qualche decennio. La pianura è occupata da colture tipiche della regione mediterranea: l'ulivo e la vite, e i frutteti di mele, d'impianto più recente; le colline sono state abbandonate alla foresta. La maggioranza degli impieghi nel comune sono forniti dal settore terziario. Il comune è poco toccato dall'esodo rurale e ha mantenuto una popolazione da 800 a 900 abitanti per tutto il XIX secolo. È stato nel 1851 che Volx si è segnalato a causa di uno dei suoi abitanti, Ailhaud de Volx, che condusse la resistenza dipartimentale al colpo di stato di Napoleone III. Durante la seconda guerra mondiale il comune è stato occupato per un anno dall'Italia fascista (1942-1943), poi l'occupazione tedesca durò un anno ancora, fino alla liberazione del 20 agosto 1944.
La storia recente di Volx è segnata dall'estensione dell'urbanizzazione di villette, che giungono fino alla dipendenza di Manosque, di cui esso costituisce una banlieue.